# Mike Mentzer
Michael John Mentzer (Ephrata, 15 novembre 1951 – Los Angeles, 10 giugno 2001) è stato un culturista statunitense.

## Biografia
Mike Mentzer rappresentò l'uomo della rinascita del culturismo. Conosciuto tanto per la sua cultura e la sua adesione alla filosofia oggettivista di Ayn Rand, quanto per il suo fisico davvero impressionante (alto 173 cm per un peso di 103 kg), Mentzer acquista notorietà in primo luogo come campione di culturismo e successivamente come esperto del settore.
Classificatosi decimo al Mr. America del 1971 AAU, Mentzer viene successivamente in contatto con Arthur Jones, che a quel tempo stava promuovendo le sue teorie di allenamento basate sul principio del “meno è meglio” e la sua linea di attrezzi Nautilus. Dall'amicizia e dal confronto con le teorie di Jones, Mentzer arriva a elaborare il principio di allenamento ad alta intensità heavy duty, fondato su brevi ma intense sessioni di allenamento sportivo, che ha esposto in numerosi articoli e in molti video e libri.
Nel 1976 Mentzer conquista il Mr. America IFBB e nel 1978 vince la categoria dei pesi massimi ai campionati mondiali dilettanti IFBB con un punteggio perfetto. L'anno successivo si classifica secondo dietro Frank Zane nel Mr. Olympia IFBB. Nel 1980, dopo essere stato relegato alla quinta posizione al Mr. Olympia IFBB, vinta poi dal famoso culturista Arnold Schwarzenegger, Mentzer abbandona le competizioni di culturismo e si dedica all'attività di personal trainer, continuando a scrivere per diverse riviste e pubblicando numerosi libri.
Negli ultimi anni della sua vita Mike scopre di essere affetto da seri problemi di cuore. Il 10 giugno del 2001, il giorno dopo avere completato la registrazione del suo ultimo video di allenamento, Mike viene trovato morto dal fratello Ray, nell'appartamento che i due condividevano a Los Angeles. Aveva 49 anni. Due giorni più tardi, Ray, che stava seguendo una terapia di dialisi per una malattia renale, fu trovato morto nello stesso appartamento.

## Palmarès
- 1976 - IFBB Mr. America
- 1977 - IFBB North American Championships
- 1978 - IFBB USA vs. the World (pesi massimi)
- 1978 - IFBB World Amateur Championships
- 1979 - IFBB Florida Pro Invitational
- 1979 - IFBB Southern Pro Cup
- 1979 - IFBB Mr. Universe (pesi massimi)
- 1979 - IFBB Mr. Olympia (pesi massimi; sopra le 200 libre) 1º, Totale 2º